# بريندان تشادونيت
بريندان تشادونيت (بالفرنسية: Brendan Chardonnet)‏ (22 ديسمبر 1994 في فرنسا - ) هو لاعب كرة قدم فرنسي في مركز الدفاع. لعب مع نادي بريست وSAS Épinal ‏.

## وصلات خارجية
- بريندان تشادونيت على موقع رابطة كرة القدم الفرنسية للمحترفين (الإنجليزية)
- بريندان تشادونيت على موقع إي إس بي إن إف سي (الإنجليزية)
- بريندان تشادونيت على موقع قاعدة بيانات كرة القدم.إي يو (الإنجليزية)
- بريندان تشادونيت على موقع ليكيب (الفرنسية)
- بريندان تشادونيت على موقع Soccerbase.com (لاعب) (الإنجليزية)
- بريندان تشادونيت على موقع Soccerway.com (الإنجليزية)
- بريندان تشادونيت على موقع عالم كرة القدم.نت (الإنجليزية)
- بريندان تشادونيت على موقع AS.com (الإسبانية)